# فيرنون ويلكوكس
فيرنون ويلكوكس (بالإنجليزية: Vernon Wilcox)‏ هو سياسي أسترالي، ولد في 10 أبريل 1919، وتوفي في 13 مارس 2004. انتخب عضو الجمعية التشريعية فيكتوريا.